# Triangle d'Einthoven

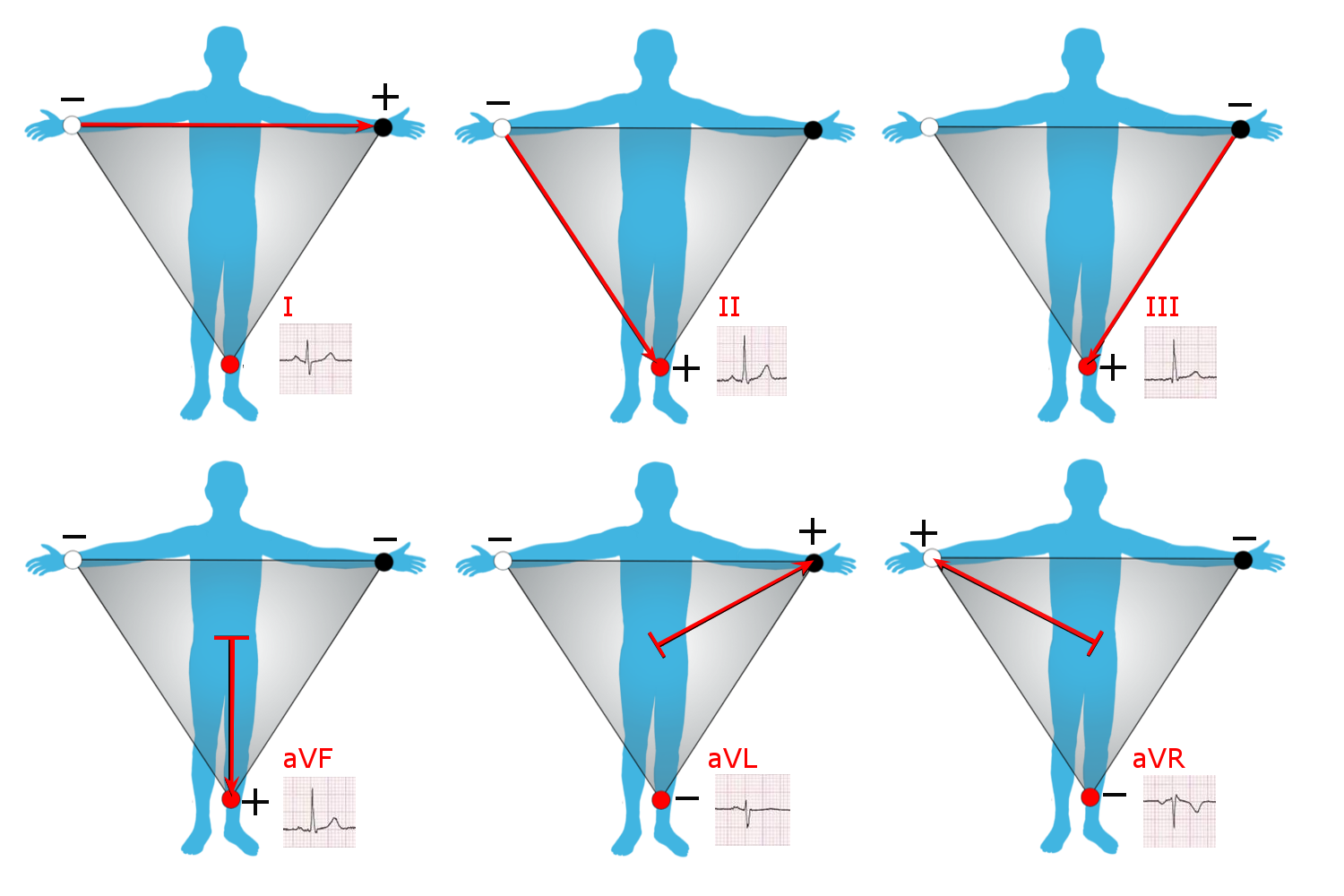
Representació gràfica del triangle d'Einthoven

El triangle d'Einthoven és una formació imaginària dels tres límits de les extremitats del cos humà que determinen en un triangle virtual utilitzat en electrocardiografia, format per les dues espatlles i un dels turmells.  Els tres punts formen un triangle equilàter invertit amb el cor en el centre, que quan es combinen els voltatges que es generen en els seus elèctrodes, produeixen un potencial d'acció cardíaca de valor zero. Va rebre el nom en honor de Willem Einthoven, qui va teoritzar aquest principi.
Einthoven va utilitzar aquests punts de mesura, submergint les mans i un peu del pacient, en unes cubetes d'aigua salada, emprats com elèctrodes que estaven connectats al seu galvanòmetre de filament, que de fet va ser la primera màquina ECG pràctica.

## Col·locació dels elèctrodes

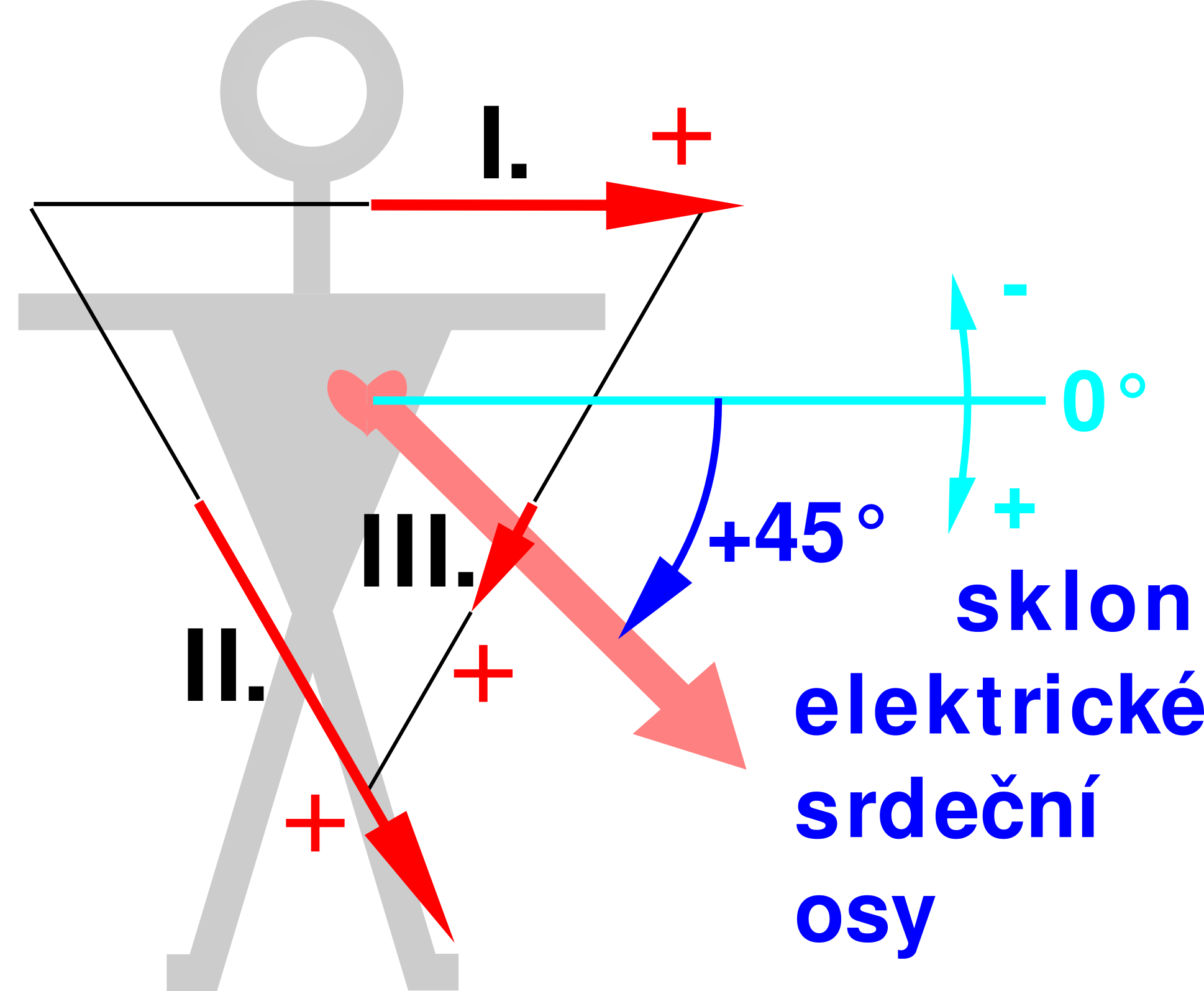
Esquematització del Triangle d'Einthoven

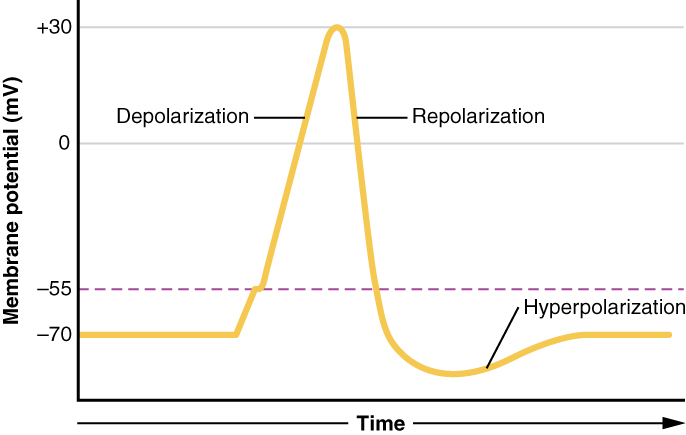
Potencial d'acció en una neurona, mostrant la despolarització i la repolarització.

- Parell-I - Aquest eix passa d'espatlla a espatlla fins a cada braç, amb l'elèctrode negatiu connectat al braç dret i l'elèctrode positiu connectat al braç esquerre. Té un angle d'orientació de 0 graus.[5]

{\displaystyle I=LA-RA}
- Parell-II - aquest eix va del braç dret (elèctrode negatiu) a la cama esquerra (elèctrode positiu). Té un angle d'orientació de +60 graus. [5]

{\displaystyle II=LL-RA}
- Parell-III - aquest eix va des del braç esquerre (elèctrode negatiu) a la cama dreta o esquerra (elèctrode positiu). Té un angle d'orientació de +120 graus. [5]

{\displaystyle III=LL-LA}
Els elèctrodes es poden connectar a les extremitats en forma distal o proximal sense afectar la lectura. S'afegeix un elèctrode a la cama dreta que actua com reductor d'interferència i es pot connectar en qualsevol lloc sense afectar els resultats de l'ECG.
Cada Parell mesura el camp elèctric creat pel cor durant la despolarització i repolarització dels miòcits. El camp elèctric es pot representar com un vector que canvia contínuament i es pot mesurar registrant la diferència de tensió entre els elèctrodes.

## El triangle d'Einthoven i la col·locació dels elèctrodes
Tot i que el triangle d'Einthoven ja no s'utilitza en els ECG contemporanis, el triangle pot ser útil en la identificació d'una connexió incorrecta dels Parells. (La col·locació incorrecta dels Parells pot provocar errors en la lectura, fet que donaria pas a un diagnòstic erroni).
- Si s'intercanvien els elèctrodes del braços entre sí, el Parell-I canvia de polaritat, fent que el Parell-II es converteixi en el Parell-III i viceversa .
- Si s'intercanvia l'elèctrode del braç dret amb l'elèctrode de la cama, el Parell-II canvia de polaritat, forçant la commutació del Parell-I amb el Parell-III.
- Si s'intercanvia l'elèctrode del braç esquerre amb l'elèctrode de la cama, el Parell-III canvia de polaritat, forçant la commutació del Parell-I amb el Parell-II.[7]